# Adiya
L'adiya (ou yerava, ravula) est une langue dravidienne, parlée par environ 26 000 Adiya qui résident dans le district de Wayanad dans l'État de Kerala, en Inde.